# 惠特尼诉加利福尼亚州案
惠特尼诉加利福尼亚州案（Whitney v. California，274 U.S. 357 (1927)）是美国最高法院在1927年判决的一宗宪法诉讼案件，该案判决对社会作出帶來威脅的言論的个人有罪。该案在美国言论自由权的发展过程中具有重要意义。

## 案件事实
夏洛特·安尼塔·惠特尼出身于加利福尼亚州的一个上流社会家庭。她参与建立了美国共产主义劳工党，而据称该组织号召和煽动人民暴力推翻政府。因此根据加州1919年施行的《工团主义犯罪法》，惠特尼被判有罪。惠特尼在审判中一直辩称她与其他组织者并无意使该政党成为暴力性组织。

## 判决
最高法院大法官们需要解决的问题是，1919年的工团主义犯罪法是否违反了美国宪法第十四条修正案中确立的“正当程序”和“平等保护”原则。最终法庭以7比2票达成多數意见，判决工团主义犯罪法并无违宪，并维持惠特尼的有罪判决。桑福德大法官作为其中七位大法官的代表，在其主笔的判决意见中援引了霍姆斯大法官提出的“明顯而立即的危險”标准，而且超越了这一标准。他在判决中指出，对于那些滥用私权，公开发表“有损公共利益、煽动犯罪、妨害公共治安或者危及合法组织的政府根基的言论”的人，政府有权给予惩处。换言之，当言论具有“不良倾向”时，就可以被处罚。

## 布兰代斯的协同意见
惠特尼案之所以被后人关注，其主要原因在于布兰代斯大法官主笔的协同意见。后世学者称赞这份意见可能是最高法院大法官维护言论自由原则的最伟大的论述。围绕着美国宪法第十四修正案的问题，布兰代斯大法官与霍姆斯大法官赞成驳回惠特尼上诉请求的判决意见。但关于美国宪法第一修正案的解释，布兰代斯的论述与多数法官的观点明显不同，并确立了一项更全面界定言论自由的宪法原则。
在“艾布拉姆斯诉美国案”中，霍姆斯大法官在异议意见中表示，即使是不受公众欢迎的思想，也应该有机会在“思想市场”的竞争中接受检验。但是布兰代斯大法官对言论自由的理解更进一步，并将言论自由与民主进程联系在了一起。他写道，公民有义务参与统治国家的活动，而且仅当他们能够充分并毫无畏惧地议论批评政府的政策时，他们的上述义务才能得以实现。如果政府可以惩罚某些不受欢迎的观点或思想，那么之后政府就会束缚自由，长此以往，就会扼杀民主进程于无形之中。因此，言论自由不仅是一项抽象的价值，而且是民主社会最为核心的要素之一。
在协同意见中，布兰代斯委婉的论述超越了霍姆斯大法官有关“明显且迫在眉睫的危险”的判断标准，并提出了以下经典观点“他们有足够的信心，相信多数言论不可能带来明显而即刻的危险，除非这种危险在大家充分讨论之前就已经迫在眉睫了”。布兰代斯表示，当立法者有权利禁止真正危险的言论时，他们必须清楚地界定危险的本质。而对不受欢迎的言论的纯粹恐惧是没有权利限制言论自由的。
威廉·道格拉斯大法官认为，若是布兰代斯大法官活得更久一些，他迟早会推翻“明显且迫在眉睫的危险”这一标准。若此案发生在雨果·布莱克大法官和道格拉斯大法官参与审判的1950至1960年代，惠特尼的言论自由将绝对受到美国宪法第一修正案的保护。但限于时代制约的布兰代斯大法官并未能做出异议意见，但他在协同意见中的观点最终被“布兰登伯格诉俄亥俄州案395 U.S. 444 (1969)”判决所接受。
顺带说明的是，根据布兰代斯大法官大法官的上述协同意见，惠特尼后被加利福尼亚州长予以赦免。而在1969年，最高法院在“布兰登伯格诉俄亥俄州案”的判决中，推翻了本案的判决意见。

## 判决意见部分引述
| 对社会危害的恐惧，不能成为打压言论自由和集会自由的正当借口。当年，人们还因为害怕女巫，而烧死女人。言论的一大职能，就是将人们从非理性恐惧的桎梏中解脱出来。要想证明限制言论的正当性，必须存在合理的依据，证明一旦实行言论自由，将导致恶劣后果。同时，还必须合情合理地令人相信，这种危险迫在眉睫…… |

| 那些为我们争得独立的先辈们相信，国家的终极目的是让人自由发展自己的能力；政府行为应该谨慎而不是随意。他们看重自由，认为它既是目的也是手段。他们相信自由是获得幸福的秘诀，勇气是获得自由的秘诀。他们确信思想自由和言论自由是发现和传播政治真理不可缺少的手段；没有言论和集会自由的讨论将会是徒劳的；而有这些自由的讨论自然就足以防范有害思想的传播；对自由的最大威胁是惰于思考的人民；公开讨论是一项政治义务，这应该是美国政府的基本原则。先辈们认识到所有人类机构都会面临威胁。但他们知道，只靠对违规的惩戒是不足以维系社会秩序的；压抑思想、希望和想象力是危险的；恐惧导致镇压；镇压滋生仇恨；仇恨威胁政府的稳定；通往安全的道路在于有机会自由讨论不满和补救措施；而对邪恶思想的最佳补救措施就是好的思想。因为相信理性的力量在公开讨论中的作用，他们避免了用法律制造沉默这种最恶劣的强权说话方式。他们还意识到，多数人的统治有时会带来暴政，于是修改联邦宪法以保障言论和集会自由。 仅仅因为担心受到严重的损害，并不能证明压制言论和集会自由的正当性。（这种行径犹如）人们害怕巫婆而烧死妇女…… |

## 脚注
1. ↑  Lewis, Anthony. . New York: Random House. 1991: 85. ISBN 039458774X.
2. ↑  译文引自：安东尼·刘易斯. . 何帆译. 北京: 北京大学出版社. 2011: 107页. ISBN 978-7-301-18873-6 （中文）.
3. ↑  译文引自：安东尼·刘易斯. . 徐爽译. 北京: 法律出版社. 2009: 39页. ISBN 978-7-5118-0205-7 （中文）.